# Ion
Ion je čestica – atom ili skupina atoma, npr. molekula – koja je električki nabijena zbog razlike u broju protona i elektrona.
Ioni mogu biti stvoreni, kemijskim ili fizičkim putem, pomoću ionizacije. U kemijskom smislu, ako neutralni atom izgubi jedan ili više elektrona, ima pozitivni naboj i znan je kao kation. Ako atom dobije elektrone, ima negativan naboj i znan je kao anion. Ion koji sadrži jedan atom je atomski ili monoatomski ion; ako sadrži dva ili više atoma, molekularni je ili poliatomski ion. Zbog električnih naboja, kationi i anioni privlače jedni druge i formiraju ionske spojeve, kao što su soli.
U slučaju fizičke ionizacije medija, kao što je plin, "ionski parovi" se stvaraju prilikom povezivanja, i svaki par se sastoji od slobodnog elektrona i pozitivnog iona.

## Anioni i kationi
Anion je ion negativno nabijen zbog viška elektrona, dok manjak elektrona stvara pozitivno nabijeni kation.
Po redoslijedu opadajućeg prioriteta pri odabiru i imenovanju glavne karakteristične skupine, anioni su drugi, a kationi su treći po redu razredni spojevi.